# Scaphocalanus subbrevicornis
Scaphocalanus subbrevicornis är en kräftdjursart som först beskrevs av Wolfenden 1911.  Scaphocalanus subbrevicornis ingår i släktet Scaphocalanus och familjen Scolecitrichidae. Inga underarter finns listade i Catalogue of Life.